# Grifón de Bruselas
El Grifón de Bruselas es una raza de perro miniatura que toma su nombre de su ciudad de origen, Bruselas, Bélgica.
El nombre Grifón de Bruselas hace referencia en realidad a tres razas diferentes: el Grifón de Bruselas, el Grifón belga y el Pequeño brabantino. En ocasiones considerados variedades de la misma raza, sus únicas diferencias se dan en pelaje y color.
Las tres razas están en general compuestas por animales pequeños de cara chata, mentón prominente, y ojos grandes. El peso estándar difiere entre ellas pero el ideal es de 3,63 kg a 4,54 kg para ambos sexos. Poseen una cabeza redondeada y grande en proporción al cuerpo. La nariz es ancha, con amplios orificios, negra, y ubicada casi a la misma altura que los ojos.